# Halowe Mistrzostwa Polski Seniorów w Lekkoatletyce 2009
50. Halowe Mistrzostwa Polski Seniorów w Lekkoatletyce – zawody sportowe, które rozegrano 21 i 22 lutego 2009 w Spale, w hali Ośrodka Przygotowań Olimpijskich.
Mistrzostwa w wielobojach zostały rozegrane w tym samym miejscu, lecz o dwa tygodnie wcześniej (7 i 8 lutego 2009). Wyniki w tych konkurencjach podane są łącznie z innymi w tabeli poniżej.

## Rezultaty

### Mężczyźni
| Konkurencja:              | 1. miejsce                           | Rezultat | 2. miejsce                            | Rezultat | 3. miejsce                                              | Rezultat |
| Bieg na 60 m              | Dariusz Kuć AZS-AWF Kraków           | 6,63     | Jacek Roszko Podlasie Białystok       | 6,64     | Marcin Nowak AZS-AWF Kraków                             | 6,72     |
| Bieg na 200 m             | Marcin Jędrusiński Śląsk Wrocław     | 21,32    | Kamil Masztak Grunwald Poznań         | 21,45    | Robert Kubaczyk AZS Poznań                              | 21,46    |
| Bieg na 400 m             | Jan Ciepiela AZS-AWF Kraków          | 46,82    | Piotr Klimczak Śląsk Wrocław          | 47,07    | Marcin Sobiech Polonia Warszawa                         | 47,33    |
| Bieg na 800 m             | Adam Kszczot RKS Łódź                | 1:53,24  | Paweł Czapiewski Lubusz Słubice       | 1:54,08  | Sebastian Papuga AZS-AWF Gorzów Wlkp.                   | 1:54,65  |
| Bieg na 1500 m            | Łukasz Parszczyński Polonia Warszawa | 3:47,68  | Mateusz Demczyszak Śląsk Wrocław      | 3:49,03  | Kamil Murzyn Cracovia                                   | 3:50,10  |
| Bieg na 3000 m            | Mateusz Demczyszak Śląsk Wrocław     | 8:08,67  | Arkadiusz Gardzielewski Śląsk Wrocław | 8:11,27  | Kamil Murzyn Cracovia                                   | 8:21,98  |
| Bieg na 60 m przez płotki | Dominik Bochenek Zawisza Bydgoszcz   | 7,73     | Mariusz Kubaszewski Zawisza Bydgoszcz | 7,75     | Maciej Wojtkowski AZS-AWF Warszawa                      | 8,02     |
| Chód na 5000 m            | Rafał Augustyn AZS-AWF Kraków        | 19:23,41 | Jakub Jelonek AZS-AWF Kraków          | 19:47,97 | Rafał Fedaczyński AZS-AWF Katowice                      | 20:14,56 |
| Skok wzwyż                | Sylwester Bednarek RKS Łódź          | 2,22     | Grzegorz Sposób Start Lublin          | 2,18     | Marcin Glaubert Truso Elbląg Robert Wolski MKLA Łęczyca | 2,13     |
| Skok o tyczce             | Łukasz Michalski Zawisza Bydgoszcz   | 5,66     | Mateusz Didenkow KL Gdynia            | 5,50     | Paweł Wojciechowski Zawisza Bydgoszcz                   | 5,30     |
| Skok w dal                | Marcin Starzak AZS-AWF Kraków        | 7,76     | Tomasz Dula Warszawianka              | 7,75     | Michał Łukasiak AZS-AWF Warszawa                        | 7,66     |
| Trójskok                  | Adrian Świderski Śląsk Wrocław       | 16,46    | Wojciech Lewandowski AZS-AWF Wrocław  | 15,67    | Łukasz Stańczuk Gwardia Warszawa                        | 15,67    |
| Pchnięcie kulą            | Tomasz Majewski AZS-AWF Warszawa     | 20,47    | Krzysztof Krzywosz Podlasie Białystok | 19,32    | Jakub Giża Stal Mielec                                  | 19,22    |
| Siedmiobój                | Marcin Dróżdż Zawisza Bydgoszcz      | 5630     | Michał Chalabala AZS-AWF Wrocław      | 5624     | Dawid Pyra AZS-AWF Wrocław                              | 5476     |

### Kobiety
| Konkurencja:              | 1. miejsce                                 | Rezultat  | 2. miejsce                                  | Rezultat  | 3. miejsce                                 | Rezultat  |
| Bieg na 60 m              | Iwona Ziółkowska AZS Poznań                | 7,34      | Marika Popowicz Zawisza Bydgoszcz           | 7,40      | Iwona Brzezińska Warszawianka              | 7,40      |
| Bieg na 200 m             | Marta Jeschke SKLA Sopot                   | 23,71     | Iwona Ziółkowska AZS Poznań                 | 23,80     | Ewelina Klocek Śląsk Wrocław               | 23,86     |
| Bieg na 400 m             | Anna Kiełbasińska AZS-AWF Warszawa         | 54,16     | Agnieszka Karpiesiuk AZS-AWFiS Gdańsk       | 54,42     | Jolanta Wójcik Technik Trzcinica           | 55,50     |
| Bieg na 800 m             | Sylwia Ejdys Śląsk Wrocław                 | 2:03,85   | Agnieszka Leszczyńska Sporting Międzyzdroje | 2:05,52   | Lidia Chojecka Warszawianka                | 2:07,78   |
| Bieg na 1500 m            | Lidia Chojecka Warszawianka                | 4:29,54   | Angelika Cichocka Talex Borzytuchom         | 4:30,97   | Monika Wiśniowska WLKS Siedlce Iganie Nowe | 4:32,66   |
| Bieg na 3000 m            | Monika Wiśniowska WLKS Siedlce Iganie Nowe | 9:41,55   | Agnieszka Ciołek AZS-AWF Wrocław            | 9:41,60   | Justyna Korytkowska Prefbet Śniadowo Łomża | 10:10,77  |
| Bieg na 60 m przez płotki | Joanna Kocielnik Orzeł Warszawa            | 8,26      | Kaja Tokarska AZS-AWF Warszawa              | 8,45      | Marta Chrust-Rożej AZS-AWF Wrocław         | 8,46      |
| Chód na 3000 m            | Paulina Buziak Sokół Mielec                | 14:05,67  | Agnieszka Szwarnóg AZS-AWF Kraków           | 14:06,23  | Katarzyna Golba AZS-AWF Kraków             | 14:36,81  |
| Skok wzwyż                | Kamila Stepaniuk Podlasie Białystok        | 1,90      | Karolina Gronau Start Lublin                | 1,84      | Karolina Błażej AZS-AWF Kraków             | 1,82      |
| Skok o tyczce             | Monika Pyrek MKL Szczecin                  | 4,60      | Joanna Piwowarska AZS-AWF Warszawa          | 4,40      | Marta Plewa OST Gdańsk                     | 4,20      |
| Skok w dal                | Joanna Skibińska MKS Aleksandrów Łódzki    | 6,58      | Małgorzata Trybańska Warszawianka           | 6,47      | Teresa Dobija AZS Łódź                     | 6,47      |
| Trójskok                  | Joanna Skibińska MKS Aleksandrów Łódzki    | 14,10     | Małgorzata Trybańska Warszawianka           | 13,68     | Aneta Sadach Geotermia Uniejów             | 13,23     |
| Pchnięcie kulą            | Magdalena Sobieszek AZS-UMCS Lublin        | 16,81     | Agnieszka Jarmużek AZS-AWF Biala Podl.      | 16,10     | Oksana Kot SKLA Sopot                      | 15,52     |
| Pięciobój                 | Karolina Tymińska AZS-AWFiS Gdańsk         | 4323 pkt. | Elżbieta Druzd AZS-AWF Warszawa             | 3878 pkt. | Małgorzata Reszka Zawisza Bydgoszcz        | 3788 pkt. |